# Coup d'État de 1968 au Mali
Le coup d'État de 1968 au Mali est un coup d'État militaire mené par des membres des forces armées maliennes le 19 novembre 1968 contre le gouvernement du président Modibo Keïta. Le coup d'État est bien accueilli par la population en raison des graves problèmes économiques et financiers résultant de la politique du président Keïta. Ce dernier laisse en effet le pays ruiné et sa population appauvrie et en grande difficulté alimentaire. Le coup d'État, qui ne fait pas de victimes pendant son déroulement, est dirigé par le lieutenant (plus tard général de division) Moussa Traoré, qui devient alors chef de l'État.

## Contexte

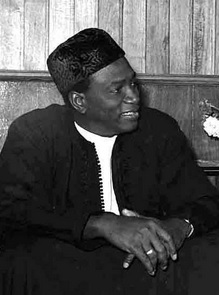
Le président Modibo Keïta en 1966
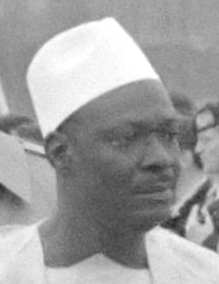
Le chef des putschistes, Moussa Traoré, en 1989.
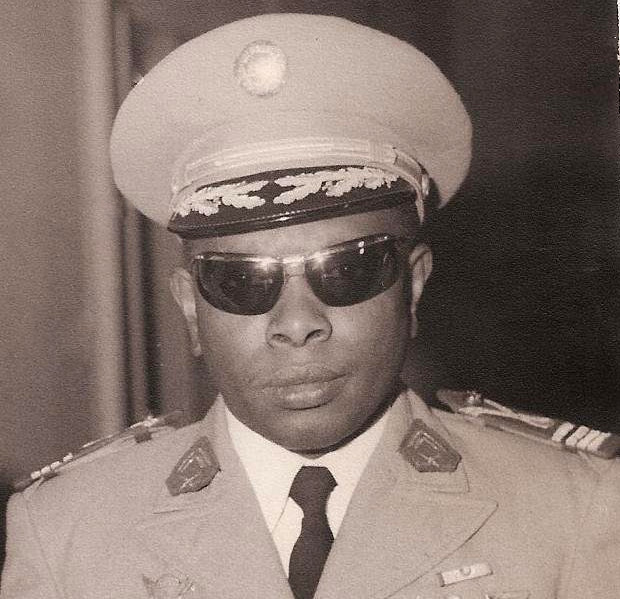
Un autre putschiste, Tiécoro Bagayoko, dans les années 1970.

 Le président Keïta, père de l'indépendance malienne, dirige un gouvernement socialiste depuis 1960, soutenu par son parti, l'Union soudanaise - Rassemblement démocratique africain (US-RDA). Cependant, sa politique rencontre des difficultés économiques. En 1966, il suspend la constitution et le parlement, remplacés par un Comité National de Défense de la Révolution à pleins pouvoirs. La population est de moins en moins satisfaite du gouvernement. Des officiers subalternes maliens, en particulier les lieutenants Moussa Traoré, Tiécoro Bagayoko, Kissima Doukara, Youssouf Traoré et Filifing Sissoko, et des sous-officiers tels que l'adjudant-chef Soungalo Samaké préparent en conséquence un renversement du pouvoir. Les officiers supérieurs maliens n'ont alors que peu ou pas de contrôle sur leurs subordonnés et ne jouent pas de rôle dans le coup. 
Contrairement à de nombreux putschs dans les anciennes colonies françaises, celui-ci n'est pas soutenu par des acteurs étrangers. Houphouët-Boigny, président de la Côte d'Ivoire, et Jacques Foccart, conseiller pour les affaires africaines de Charles de Gaulle sont donc surpris par le coup d'État.

## Le coup d’État

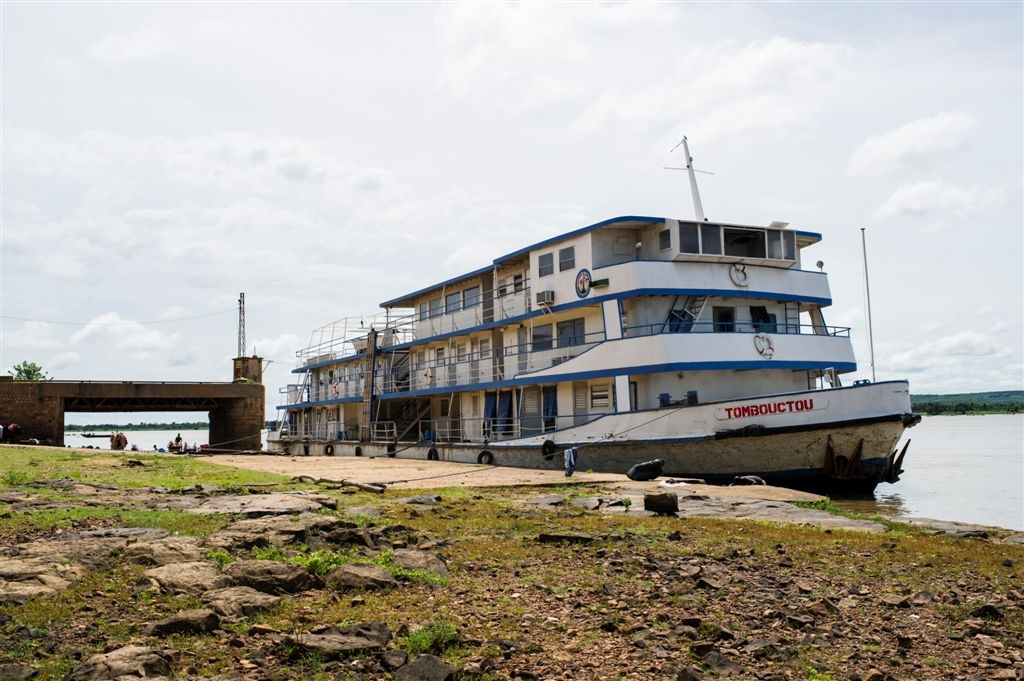
Les soldats tentent d'arrêter le président Keïta dans le port de Koulikoro. Sur la photo, le Tombouctou, navire jumeau du général Abdoulaye Soumaré de Keïta, amarré à Koulikoro.

Dans la nuit du 18 au 19 novembre, à minuit, les putschistes rassemblent la garnison de Kati et leur annoncent leurs intentions. Le réseau téléphonique est coupé à deux heures du matin et les cadres de l'US-RDA commencent à être arrêtés avant l'aube. Les soldats stoppent le convoi du président Keïta alors qu'il rentrait à Bamako depuis Mopti. Ils prévoient de l'arrêter à Koulikoro lors de sa descente de son bateau, le Général Abdoulaye Soumaré, mais Keïta est en avance sur son horaire et sa Citroën DS est bloquée à 10 h à Kayo, à quelques kilomètres seulement de Bamako. Le lieutenant Bagayoko demande au président de se « mettre à la disposition de l’armée malienne » puis les officiers le font monter dans un véhicule blindé de transport de troupes BTR-152. Il est amené au centre de la capitale à 11 h 30. Ils lui demandent de mettre un terme à sa politique socialiste et de remplacer ses collaborateurs, mais Modibo Keïta refuse, arguant qu'il était démocratiquement élu sur un programme socialiste. Cependant, selon le capitaine Abdoulaye Ouologuem, conducteur de la voiture présidentielle, les mutins ne font que réclamer de nouvelles élections, ce que le président refuse. Devant ce refus, l'armée diffuse un message radio annonçant « le régime dictatorial [...] est tombé ».

## Conséquences
En raison du mauvais bilan économique du président Keïta, le coup d'État est bien accueilli par la population. Les causes immédiates du coup d'État étaient des problèmes économiques et financiers accablants, aggravés par une récolte particulièrement médiocre en 1968. Modibo Keïta et d'autres cadres du régime précédent sont emprisonnés à Kidal et Taoudenni. Modibo Keïta meurt finalement en captivité à Bamako en 1977. Un Comité militaire de libération nationale est formé, constitué de dix lieutenants (Moussa Traoré, Baba Diarra, Youssouf Traoré, Filifing Sissoko, Tiécoro Bagayoko, Joseph Marat, Mamadou Sanogho, Kissima Doukara, Moussa Kone et Karim Dembele) et quatre capitaines (Yoro Diakité, Malik Diallo, Charles Cissoko et Mamadou Cissoko). Moussa Traoré devient président du comité, promettant démocratie et élections libres, qui n'arriveront pas. Il est finalement proclamé président de la république en 1969 et dirige le pays jusqu'à sa destitution lors du coup d'État de 1991.